# Vilma Jamnická
Vilma Jamnická, rozená Vilma Březinová (13. listopad 1906 Barchov – 12. srpen 2008 Bratislava) byla slovenská herečka, astroložka a spisovatelka. Manželka herce a divadelního režiséra Jána Jamnického.
V letech 1925–1926 studovala na Lékařské fakultě UK. V roce 1929 absolvovala studium herectví na Hudební a dramatické akademii v Bratislavě. V letech 1929–1969 byla členkou činohry SND, od roku 1969 v důchodu. Autorka knihy vzpomínek Letá a zimy s Jánom Jamnickým (1985).

## Filmografie

### Film (výběr)
| Rok  | Titul                                           | Role             | Poznámky |
| ---- | ----------------------------------------------- | ---------------- | -------- |
| 1954 | Drevená dedina                                  |                  |          |
| 1958 | V hodine dvanástej                              |                  |          |
| 1960 | Smrť sa volá Engelchen                          |                  | TV film  |
| 1963 | Jánošík                                         | slepá babka      |          |
| 1971 | Keby som mal pušku                              | Marina           |          |
| 1971 | Páni sa zabávajú                                | Deminová         |          |
| 1972 | Červené víno                                    |                  | TV film  |
| 1974 | Kto odchádza v daždi                            | Križanová        |          |
| 1977 | Biela stužka v tvojich vlasoch                  | Kucková          |          |
| 1979 | Kamarátky                                       | babička          |          |
| 1979 | Postav dom, zasaď strom                         | babka Haňa       |          |
| 1984 | Na druhom brehu sloboda                         | Kocianka         |          |
| 1985 | Fontána pro Zuzanu                              | Cilka            |          |
| 1985 | Kára plná bolesti                               | Královna         |          |
| 1987 | Hody                                            | Magduša          |          |
| 1987 | Strašidla z vikýře                              | Koutná           |          |
| 1988 | Vlakári                                         | babka            |          |
| 1992 | Lepšie byť bohatý a zdravý ako chudobný a chorý | Margita          |          |
| 1993 | Seneca                                          |                  | TV film  |
| 1994 | Díky za každé nové ráno                         | Slavková         |          |
| 1997 | Nejasná zpráva o konci světa                    | rychtářova babka |          |
| 1998 | Kovladov dar                                    |                  | TV film  |

### TV seriály (výběr)
| Rok  | Titul                     | Role | Poznámky |
| ---- | ------------------------- | ---- | -------- |
| 1987 | Válka volů                |      |          |
| 1991 | Dido                      |      |          |
| 1995 | Erotikon                  |      |          |
| 2007 | Ordinace v růžové zahradě |      |          |